# Pływanie na Mistrzostwach Świata w Pływaniu 2019 – 4 × 200 m stylem dowolnym mężczyzn
Sztafeta 4 × 200 m stylem dowolnym mężczyzn – jedna z konkurencji, która odbyła się podczas Mistrzostw Świata w Pływaniu 2019. Eliminacje i finał miały miejsce 26 lipca.
Po raz pierwszy od 2003 roku po złoto w tej konkurencji sięgnęli Australijczycy. Sztafeta w składzie: Clyde Lewis, Kyle Chalmers, Alexander Graham i Mack Horton czasem 7:00,85 ustanowiła nowy rekord Australii i Oceanii. Srebro wywalczyli reprezentanci Rosji (7:01,81), a brąz Amerykanie (7:01,98).

## Rekordy
Przed zawodami rekordy świata i mistrzostw wyglądały następująco:
| Rekord                              | Reprezentacja     | Czas    | Miejsce      | Data             |       |
| ----------------------------------- | ----------------- | ------- | ------------ | ---------------- | ----- |
| Rekord świata                       | Stany Zjednoczone | 6:58,55 | Rzym         | 31 lipca 2009    |       |
| Rekord mistrzostw świata            | Stany Zjednoczone | 6:58,55 | Rzym         | 31 lipca 2009    |       |
| Rekord świata juniorów              | Węgry             | 7:10,95 | Indianapolis | 26 sierpnia 2017 |       |
| Najlepszy wynik w stroju tekstylnym | Stany Zjednoczone | 6:59,70 | Londyn       | 31 lipca 2012    | [ 2 ] |

## Wyniki

### Eliminacje
Eliminacje rozpoczęły się 26 lipca o 11:26 czasu lokalnego.
| Miejsce | Wyścig | Tor | Państwo           | Zawodnicy | Czas      | Uwagi |
| ------- | ------ | --- | ----------------- | --- | --------- | ----- |
| 1.      | 3      | 6   | Włochy            | Filippo Megli (1:46,79) Matteo Ciampi (1:46,42) Stefano Ballo (1:45,66) Stefano Di Cola (1:46,10)               | 7:04,97   | Q     |
| 2.      | 2      | 3   | Rosja             | Aleksandr Krasnych (1:46,58) Michaił Dowgaljuk (1:46,28) Iwan Giriew (1:47,01) Michaił Wiekowiszczew (1:45,41)  | 7:05,28   | Q     |
| 3.      | 3      | 4   | Stany Zjednoczone | Andrew Seliskar (1:45,71) Jack Conger (1:47,99) Jack LeVant (1:47,57) Zach Apple (1:45,59)                      | 7:06,86   | Q     |
| 4.      | 2      | 4   | Australia         | Alexander Graham (1:46,41) Jack McLoughlin (1:46,80) Thomas Fraser-Holmes (1:47,20) Mack Horton (1:46,56)       | 7:06,97   | Q     |
| 5.      | 3      | 3   | Chiny             | Ji Xinjie (1:46,26) Wang Shun (1:47,40) Sun Yang (1:46,08) Xu Jiayu (1:47,31)                                   | 7:07,05   | Q     |
| 6.      | 3      | 2   | Brazylia          | Luiz Altamir Melo (1:47,51) Fernando Scheffer (1:45,94) João de Lucca (1:47,64) Breno Correia (1:46,03)         | 7:07,12   | Q,    |
| 7.      | 2      | 5   | Wielka Brytania   | Thomas Dean (1:47,34) Calum Jarvis (1:45,94) Max Litchfield (1:48,20) Cameron Kurle (1:46,97)                   | 7:08,45   | Q     |
| 7.      | 2      | 6   | Niemcy            | Poul Zellmann (1:48,29) Rafael Miroslaw (1:46,89) Jacob Heidtmann (1:45,78) Damian Wierling (1:47,49)           | 7:08,45   | Q     |
| 9.      | 3      | 5   | Japonia           | Kotaro Takahashi (1:48,18) Katsuhiro Matsumoto (1:45,31) Keisuke Yoshida (1:47,72) Daiya Seto (1:48,02)         | 7:09,23   |       |
| 10.     | 3      | 1   | Izrael            | Denis Loktev (1:48,55) Daniel Namir (1:47,96) Tomer Frankel (1:47,95) Gal Cohen Groumi (1:47,53)                | 7:11,99   | NR    |
| 11.     | 2      | 9   | Polska            | Jan Świtkowski (1:48,20) Jan Hołub (1:48,51) Jakub Kraska (1:47,30) Kacper Majchrzak (1:48,00)                  | 7:12,01   |       |
| 12.     | 2      | 8   | Szwajcaria        | Antonio Djakovic (1:47,62) Nils Liess (1:47,28) Aleksi Schmid (1:48,22) Jérémy Desplanches (1:48,96)            | 7:12,08   | NR    |
| 13.     | 3      | 8   | Belgia            | Louis Croenen (1:48,26) Alexandre Marcourt (1:48,33) Thomas Thijs (1:49,48) Sebastien De Meulemeester (1:46,92) | 7:12,99   |       |
| 14.     | 1      | 5   | Nowa Zelandia     | Lewis Clareburt (1:47,97) Matthew Stanley (1:48,10) Daniel Hunter (1:48,88) Zac Reid (1:48,11)                  | 7:13,06   | NR    |
| 15.     | 2      | 1   | Węgry             | Dominik Kozma (1:46,33) Péter Bernek (1:48,98) Ákos Kalmár (1:51,41) Nándor Németh (1:46,92)                    | 7:13,64   |       |
| 16.     | 1      | 4   | Irlandia          | Jack McMillan (1:48,00) Robert Powell (1:48,84) Jordan Sloan (1:47,84) Brendan Hyland (1:49,23)                 | 7:13,91   | NR    |
| 17.     | 2      | 2   | Kanada            | Markus Thormeyer (1:48,37) Alexander Pratt (1:49,45) Jeremy Bagshaw (1:48,07) Carson Olafson (1:48,12)          | 7:14,01   |       |
| 18.     | 2      | 7   | Korea Południowa  | Lee Yoo-yeon (1:48,30) Jang Dong-hyeok (1:49,13) Hwang Sun-woo (1:49,78) Lee Ho-joon (1:47,84)                  | 7:15,05   | NR    |
| 19.     | 1      | 3   | Serbia            | Velimir Stjepanović (1:47,79) Aleksa Bobar (1:49,43) Vuk Čelić (1:48,79) Andrej Barna (1:49,30)                 | 7:15,31   | NR    |
| 20.     | 2      | 0   | Portugalia        | Miguel Nascimento (1:48,00) Alexis Santos (1:47,68) Tomás Veloso (1:49,83) Diogo Carvalho (1:52,41)             | 7:17,92   |       |
| 21.     | 3      | 7   | Singapur          | Quah Zheng Wen (1:48,29) Darren Chua Yi Shou (1:48,69) Jonathan Tan Eu Jin (1:50,19) Glen Lim Jun Wei (1:50,95) | 7:18,12   |       |
| 22.     | 3      | 0   | Chińskie Tajpej   | Wang Hao (1:51,61) Wang Kuan-hung (1:51,68) An Ting-yao (1:51,21) Wang Hsing-hao (1:49,28)                      | 7:23,78   |       |
| 23. !   | 3      | 9   | Egipt             | | 9:99,99 ! | DNS   |

### Finał
Finał rozpoczął się 26 lipca o 21:42 czasu lokalnego.
| Miejsce | Tor | Państwo           | Zawodnicy | Czas    | Uwagi |
| ------- | --- | ----------------- | --- | ------- | ----- |
| 1. !    | 6   | Australia         | Clyde Lewis (1:45,58) Kyle Chalmers (1:45,37) Alexander Graham (1:45,05) Mack Horton (1:44,85)                    | 7:00,85 | OC    |
| 2. !    | 5   | Rosja             | Michaił Dowgaljuk (1:45,56) Michaił Wiekowiszczew (1:45,45) Aleksandr Krasnych (1:45,38) Martin Malutin (1:45,42) | 7:01,81 |       |
| 3. !    | 3   | Stany Zjednoczone | Andrew Seliskar (1:45,81) Blake Pieroni (1:44,98) Zach Apple (1:46,03) Townley Haas (1:45,16)                     | 7:01,98 |       |
| 4.      | 4   | Włochy            | Filippo Megli (1:45,86) Gabriele Detti (1:45,30) Stefano Ballo (1:45,27) Stefano Di Cola (1:45,58)                | 7:02,01 | NR    |
| 5.      | 1   | Wielka Brytania   | Duncan Scott (1:44,91) · Calum Jarvis (1:45,58) · Thomas Dean (1:46,10) · James Guy (1:45,45)                     | 7:02,04 |       |
| 6.      | 2   | Chiny             | Ji Xinjie (1:45,48) Wang Shun (1:46,17) Xu Jiayu (1:48,13) Sun Yang (1:44,96)                                     | 7:04,74 | =     |
| 7.      | 7   | Brazylia          | Luiz Altamir Melo (1:47,72) Fernando Scheffer (1:45,97) João de Lucca (1:47,11) Breno Correia (1:46,84)           | 7:07,64 |       |
| 8.      | 8   | Niemcy            | Poul Zellmann (1:47,19) Rafael Miroslaw (1:47,20) Jacob Heidtmann (1:46,16) Damian Wierling (1:47,10)             | 7:07,65 |       |